# Úrháza
Úrháza (románul Livezile, korábban Cacova Aiudului, németül Laßlenkirch) falu Romániában, Fehér megyében.

## Fekvése
A megye északi részén található, a Torockói-hegység északi lábánál, a Felső-Enyed folyó partján. Gyulafehérvártól északra, Nagyenyedtől 9 km-re északnyugatra található.

## Története
A falu területén bronzkori sírokra bukkantak.
Úrháza nevét 1733-ban említette először oklevél Kakova néven.
1760–1762 között Oláh Háza [Vlád Háza], 1805-ben Kákova, 1808-ban
Vládháza, Lasslenkirch, Káková ~ Vád, 1861-ben Vládháza, 1913-ban Úrháza néven írták.
A település a trianoni békeszerződésig Alsó-Fehér vármegye Nagyenyedi járásához tartozott.
A falu környékén nagyon jó minőségű mészkőre bukkantak geológusok.

## Lakossága
1910-ben 1230-an lakták, ebből 1224 román, 5 német és 1 magyar volt.
2002-ben 726 lakosából 720 román, 6 cigány volt.